# Joan Bakewell
Joan Dawson Bakewell (née Rowlands le 16 avril 1933), est une journaliste anglaise, présentatrice de télévision et pair du Parti travailliste. La baronne Bakewell est présidente de Birkbeck, Université de Londres et est également auteur et dramaturge.

## Jeunesse et éducation
Bakewell est née le 16 avril 1933 à Heaton Moor, Stockport, Cheshire, Angleterre, et déménage à Hazel Grove avant l'âge de trois ans. Ses deux grands-pères sont ouvriers d'usine : la branche Rowlands est issue des principaux villages miniers de la vallée d'Ystwyth, au Pays de Galles. Son arrière-grand-père déménage à Salford, où il est prédicateur dans la Church Army. Son grand-père est tourneur de fer. Du côté maternel, son grand-père est tonnelier à Ardwick Brewery. La famille vit à Gorton, un quartier de Manchester .
Bakewell fait ses études à Stockport High School for Girls, un lycée sous contrôle des autorités locales, où elle devient préfète. Elle remporte une bourse et fréquente le Newnham College de l'Université de Cambridge, où elle étudie l'économie, puis l'histoire et rejoint la Marshall Society .

## Carrière

### Télévision
Joan Bakewell commence sa carrière en tant que directrice de studio pour BBC Radio, avant de passer à la télévision . Elle se fait d'abord connaître comme l'une des présentatrices de l'émission BBC2, Late Night Line-Up (1965-1972 et 2008). Frank Muir la surnomme "le crumpet de l'homme pensant " pendant cette période et le surnom est resté, bien que Bakewell elle-même n'aime pas l'épithète . En 1968, elle joue le rôle de narratrice de la production télévisée de la BBC de Cold Comfort Farm, une série en trois parties, et est intervieweur télévisé dans le film des années 1960 The Touchables.
Bakewell co-présente Reports Action, un programme de l'heure du thé du dimanche qui encourage le public à faire don de services à diverses bonnes causes, pour Granada Television en 1976-1978. Par la suite, elle retourne à la BBC et co-présente une émission télévisée artistique de courte durée en fin de soirée; travaille brièvement sur la BBC Radio 4 PM programme, et est Newsnight correspondant de 1986 à 1988. La couverture des arts est ensuite supprimée des programmes d'information à l'époque des changements de John Birt à la BBC. Bakewell est la principale présentatrice de la série documentaire sur l'éthique Heart of the Matter, qu'elle présente pendant 12 ans >. Elle quitte le programme en 1999.
En 2001, Bakewell écrit et présente une série en quatre parties pour BBC Two intitulée Taboo, une exploration personnelle des concepts de goût, de décence et de censure. Le programme traite franchement du sexe et de la nudité et, dans certains cas, repousse les limites de ce qui est permis à la télévision grand public. Bakewell utilise un langage franc et des « mots de quatre lettres » pour décrire la pornographie et les jouets sexuels. Elle regarde un couple faire l'amour pendant qu'ils tournent un film pornographique et lit à haute voix un extrait "obscène" du roman Tropique du Cancer d'Henry Miller.
Taboo est dénoncé au directeur des poursuites pénales par l'Association nationale des téléspectateurs et des auditeurs, alors dirigée par John Beyer. À la suite de la plainte, Bakewell risque d'être accusée de diffamation blasphématoire après avoir récité une partie d'un poème érotique de James Kirkup concernant l'affection d'un centurion romain pour Jésus, « L'amour qui ose prononcer son nom ». Après sa première publication en 1976, Denis Lemon, le rédacteur en chef de Gay News, a écopé de neuf mois de prison avec sursis . Bakewell écrit plus tard que dans le programme, elle « avait lu ce poème avec un dégoût extrême et j'espère que cela se voyait sur mon visage ». La Commission des normes de radiodiffusion rejette les plaintes des téléspectateurs.
Le 26 mai 2008, Bakewell présente une soirée d'archives sur BBC Parliament intitulée Permissive Night. Le programme examine la législation de libéralisation adoptée par le Parlement à la fin des années 1960. Les sujets abordés comprennent les modifications de la loi sur le divorce, la peine de mort, la légalisation de l'avortement, le projet de loi sur les relations raciales, la dépénalisation partielle des actes homosexuels (en utilisant les éditions de la série documentaire Man Alive) et l'assouplissement de la censure. Permissive Night se termine par une édition spéciale unique de Late Night Line-Up qui discute des thèmes soulevés dans les programmes au cours de la soirée.
En 2009, elle remporte le prix « Journaliste de l'année » aux Stonewall Awards annuels.
En 2017, Bakewell est l'une des animateurs mineurs de la série documentaire de Channel 5 Secrets of the National Trust .
Elle présente Portrait Artist of the Year aux côtés de Stephen Mangan pour Sky Television.

### L'écriture
Bakewell écrit pour le journal britannique The Independent dans la section 'Editorial and Opinion'. En règle générale, ses articles concernent des aspects de la vie sociale et de la culture, mais elle écrit parfois des articles plus politiques, se concentrant souvent sur des aspects pertinents de la vie au Royaume-Uni. Auparavant, à partir de 2003, elle écrit la chronique "Just Seventy" pour le journal The Guardian . En septembre 2008, elle commence une chronique bimensuelle dans la section Times2 du Times.
Son premier roman est publié en mars 2009 par Virago Press. Toutes les Nice Girls s'appuie sur ses expériences dans le Merseyside en temps de guerre pour raconter l'histoire d'une école « adoptant » un navire.

## Postes publics
Elle est présidente de la compagnie de théâtre Shared Experience.
En novembre 2010, elle reçoit une pairie à vie, rejoignant les bancs travaillistes. Elle est créée baronne Bakewell, de Stockport dans le comté du Grand Manchester, le 21 janvier 2011 et officiellement présentée à la Chambre des lords le 25 janvier 2011, soutenue par ses collègues travaillistes David Puttnam et la Helena Kennedy.
En septembre 2017, Bakewell est élue coprésidente du All-Party Parliamentary Humanist Group, le groupe multipartite qui représente les humanistes au Parlement .
Elle est nommée Commandeur de l'Ordre de l'Empire britannique (CBE) lors des anniversaires honorifiques de 1999 et est présidente du British Film Institute de 2000 à 2002. Elle est promue Dame Commandeur de l'Ordre de l'Empire britannique (DBE) dans les honneurs d'anniversaire de 2008.
En 2007, elle reçoit le doctorat honorifique en lettres (D.Litt) de l'Université de Chester . Le 20 juillet 2011, Bakewell reçoit un diplôme honorifique de l'Université d'Essex (DU Essex).
En 2017, l'association caritative Humanists UK  décerne à Bakewell le prix de l'humaniste de l'année, en reconnaissance de ses réalisations dans le domaine de la radiodiffusion et des services rendus à l'humanisme et à d'autres bonnes causes .

## Vie privée
L'autobiographie de Bakewell, The Center of the Bed, est publiée en 2004 et se concentre sur ses expériences en tant que femme dans l'industrie médiatique dominée par les hommes. Il aborde également la liaison extra-conjugale que Bakewell a eue avec le dramaturge Harold Pinter (entre 1962 et 1969), alors qu'elle est mariée à Michael Bakewell (le mariage a duré de 1955 à 1972) et Pinter est marié à l'actrice Vivien Merchant. L'affaire est à la base de la pièce Trahisons de Pinter en 1978, adaptée en 1983 au cinéma ,. En 2017, Keeping in Touch, une pièce écrite pour la première fois par Bakewell en 1978 en réponse à Betrayal, est créée sur BBC Radio 4 .
En 1975, elle épouse Jack Emery, un réalisateur, scénariste et producteur britannique pour la scène, la télévision et la radio, qui est de 12 ans son cadet. Le couple divorce en 2001. Bakewell déclare: "La différence d'âge comptait, mais d'autres choses importaient plus." .
Les archives de Joan Bakewell sont conservées à la British Library. Les articles sont accessibles via le catalogue de la British Library .